# Лабарош
Лабаро́ш (фр. Labaroche) — коммуна на северо-востоке Франции в регионе Гранд-Эст (бывший Эльзас — Шампань — Арденны — Лотарингия), департамент Верхний Рейн, округ Кольмар — Рибовилле, кантон Сент-Мари-о-Мин. До марта 2015 года коммуна административно входила в состав упразднённого кантона Лапутруа (округ Рибовилле).
Площадь коммуны — 13,44 км², население — 2175 человек (2006) с тенденцией к росту: 2244 человека (2012), плотность населения — 167,0 чел/км².

## Население
Численность населения коммуны в 2011 году составляла 2266 человек, а в 2012 году — 2244 человека.
| 1962 | 1968 | 1975 | 1982 | 1990 | 1999 | 2006 | 2008 | 2011 | 2012 |
| ---- | ---- | ---- | ---- | ---- | ---- | ---- | ---- | ---- | ---- |
| 1103 | 1157 | 1204 | 1483 | 1676 | 1985 | 2175 | 2229 | 2266 | 2244 |

Динамика населения:

## Экономика
В 2010 году из 1477 человек трудоспособного возраста (от 15 до 64 лет) 1152 были экономически активными, 325 — неактивными (показатель активности 78,0 %, в 1999 году — 75,6 %). Из 1152 активных трудоспособных жителей работали 1087 человек (559 мужчин и 528 женщин), 65 числились безработными (33 мужчины и 32 женщины). Среди 325 трудоспособных неактивных граждан 105 были учениками либо студентами, 133 — пенсионерами, а ещё 87 — были неактивны в силу других причин.
На протяжении 2011 года в коммуне числилось 935 облагаемых налогом домохозяйств, в которых проживало 2239 человек. При этом медиана доходов составила 23399 евро на одного налогоплательщика.

## Достопримечательности (фотогалерея)

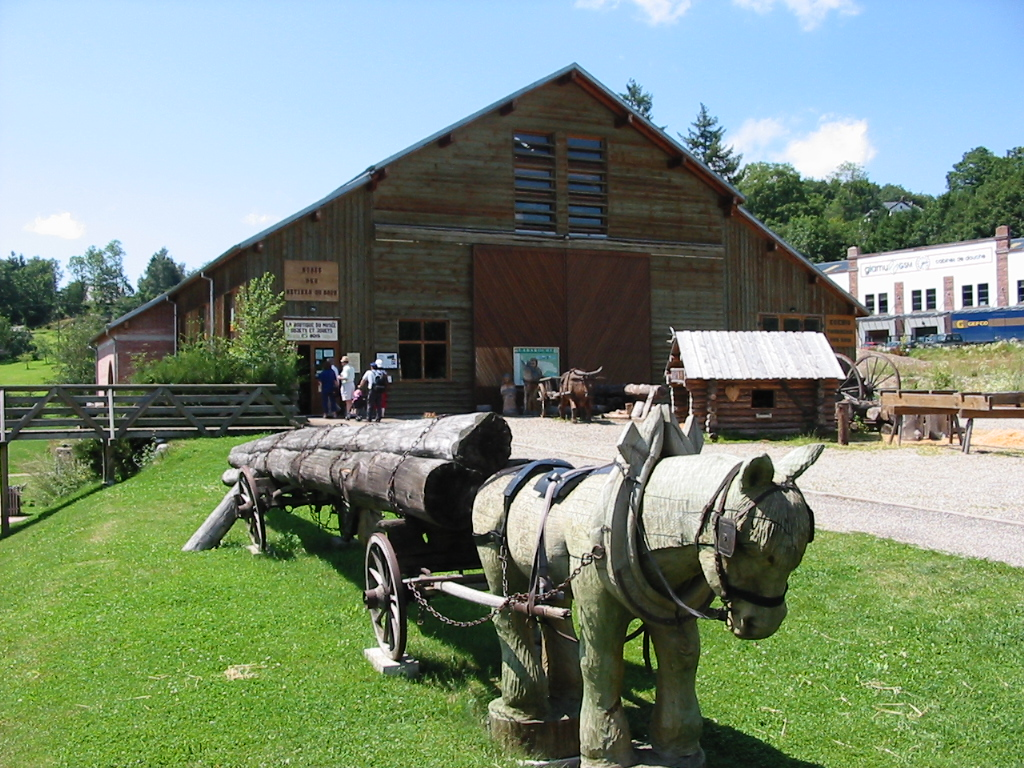
Музей
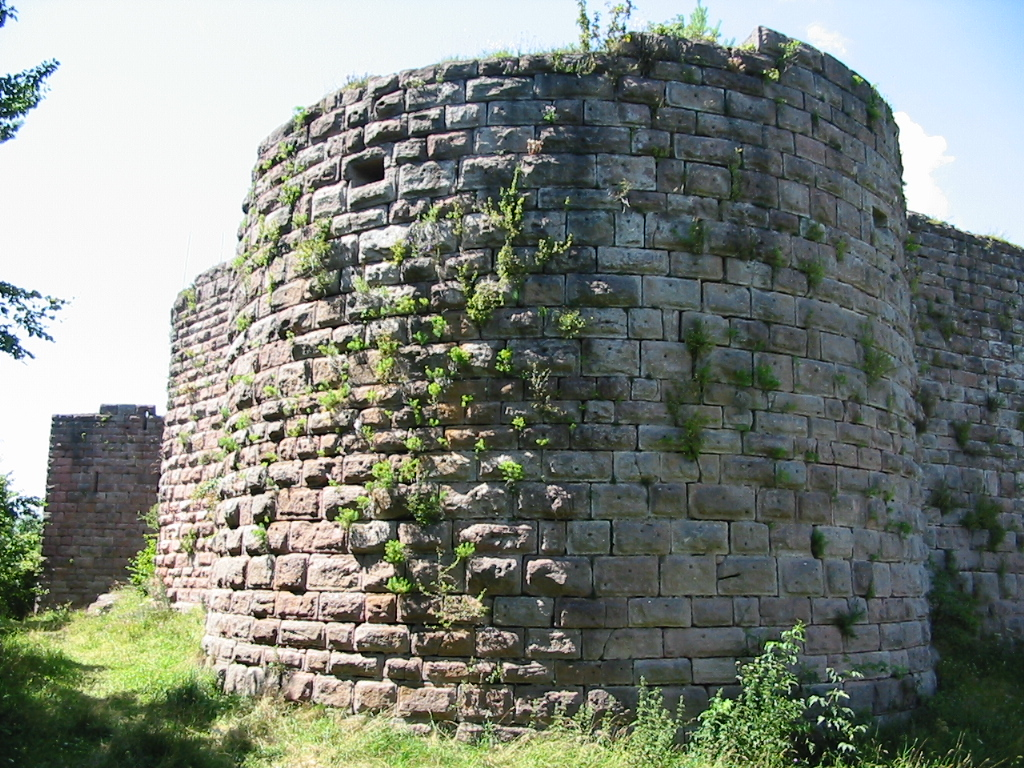
Руины шато
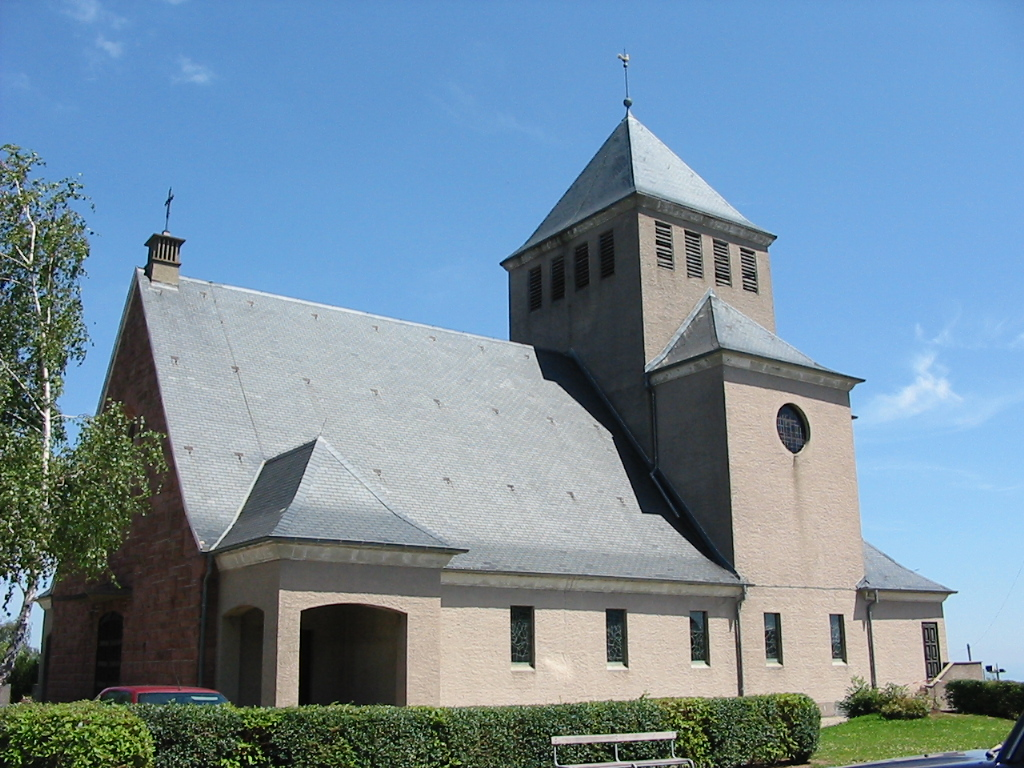
Церковь Сен-Жозеф
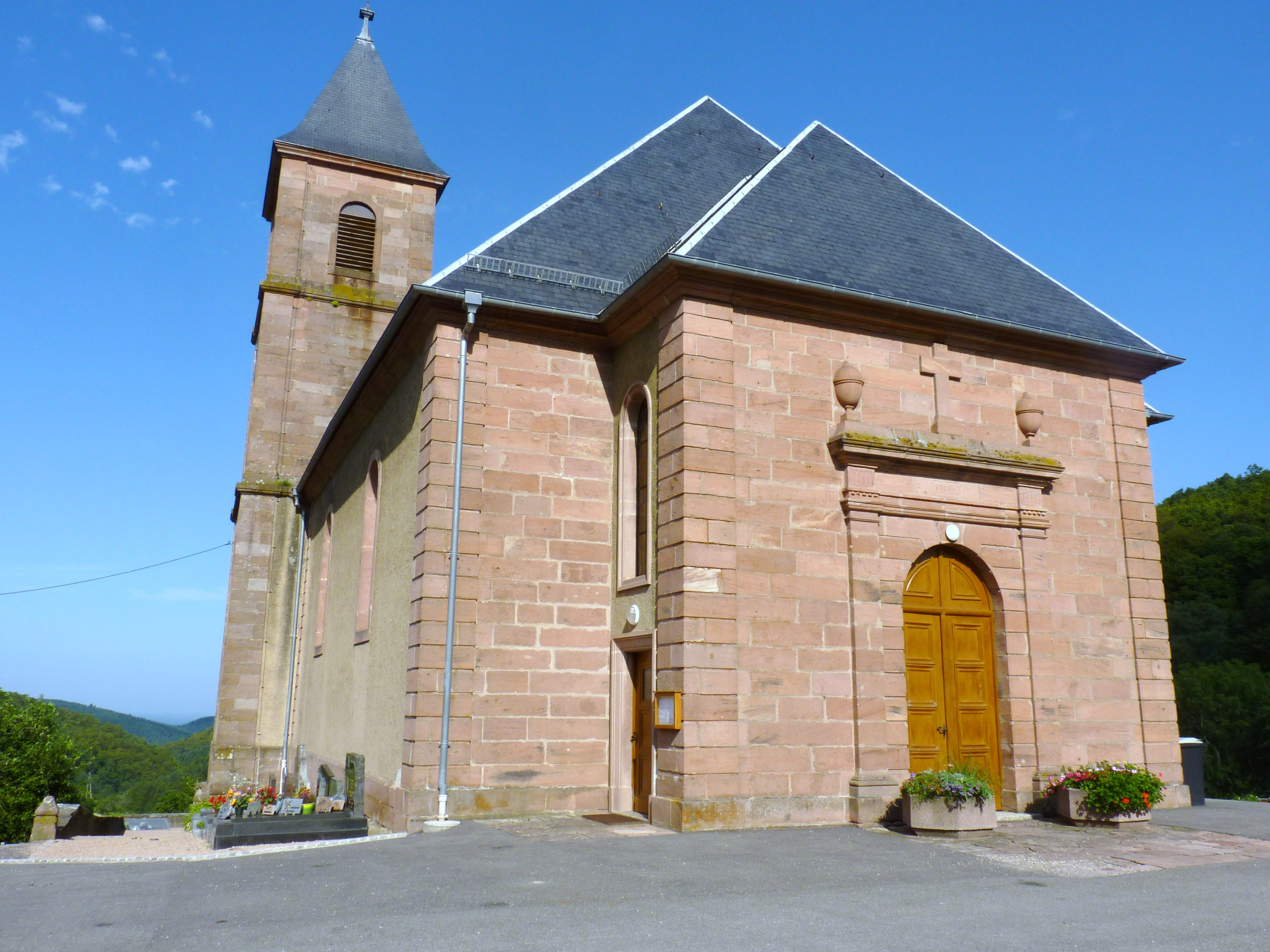
Церковь Сен-Мишель